# أولاد داوود ازخانين
جماعة أولاد داوود ازخانين تقع في الريف في شرق إقليم الناظور حوالي 40 كم شرق مدينة الناظور فوق انحدار جنوب السلاسل الجبلية لكبدانة، وهي تقع في دائرة لوتا وتابعة لقيادة رأس الماء تحد شمالا بجماعة رأس الماء، جنوبا بجماعة أولاد ستوت، شرقا بواد ملوية وغربا بجماعة البركانيين، إذ تبلغ مساحتها 90 كلم2، أي ما يقارب% 1.47 من المساحة الإجمالية لإقليم إقليم الناظور (6130 كلم2).
بلغ إحصاء ساكنة الجماعة لسنة 2004 حوالي 3666 نسمة، والذي يمثل%0.5 من الساكنة الإجمالية لإقليم إقليم الناظور.(728634 نسمة حسب التقرير العام لإحصاء الساكنة لسنة 2004) بمعدل نمو% 1.6- أي ما يقارب 4303 لسنة 1994. لغة الساكنة هي الأمازيغية (تاريفيت)
بلغت نسبة الفقر بالجماعة سنة 2004 حوالي%17.37، ونسبة العوز% 22.78، ومؤشر حدة الفقر%1.71، والمؤشر الجماعي للتنمية البشرية%0.539 والاجتماعي% 0.216.
النشاط الرئيسي للمنطقة يعتمد على الفلاحة، تربية المواشي، تربية النحل، إنتاج الزيتون